# Norman Grubb
Norman Percy Grubb  (* 2. August 1895 in London; † 15. Dezember 1993 in Washington (Pennsylvania)) war ein britischer evangelischer Missionar und Mitbegründer der evangelikalen Inter-Varsity Fellowship (heute: Universities and Colleges Christian Fellowship), eines an Universitäten und höheren Bildungseinrichtungen operierenden Netzwerks von Studierenden, Mitgliedern des Lehrkörpers und sonstigen Unterstützenden in den USA.
Norman Grubb kämpfte im Ersten Weltkrieg in der britischen Armee und studierte anschließend am Trinity College (Cambridge). Noch vor einem Studienabschluss reiste er 1920 mit seiner Frau Pauline, einer Tochter des Cricketspielers und evangelischen Missionars Charles T. Studd, nach Belgisch-Kongo, wo er zehn Jahre lang als Missionar wirkte. 1931 kehrte er nach London zurück, um anstelle seines verstorbenen Schwiegervaters die Präsidentschaft der Missionsgesellschaft World Evangelisation Crusade (heute Worldwide Evangelisation for Christ – WEC International) zu übernehmen. In den mehr als 30 Jahren bis zu seiner Pensionierung baute er diese Missionsgesellschaft zu einem Unternehmen mit über 1000 Beschäftigten aus. Daneben verfasste er zahlreiche Bücher, zuerst eine Biographie seines Schwiegervaters.
Grubb war eng befreundet mit Abraham Vereide, dem Gründer von The Family, und schrieb dessen Biographie Modern Viking: The Story of Abraham Vereide, Pioneer in Christian Leadership, die allerdings hauptsächlich für die private Verteilung unter Vereides Anhängern gedacht war und dementsprechend stark hagiographische Züge trägt.

## Werke
- Abraham Vereide – ein Wiking unserer Zeit. Christliche Verlagsanstalt, Konstanz 1964
- Die 4 Säulen des WEK. WEK-Verlag, St. Gallen 1965
- Charles T. Studd. Kein Opfer zu groß. Brunnen, Gießen 1969. (1986. ISBN 978-3-7655-3808-7; 1992. ISBN 978-3-7655-3165-1; 1997. ISBN 978-3-7655-3165-1; 2014. ISBN 978-3-7655-4243-5)
- Karl T. Studd: Frontkämpfer Gottes. Brunnen, Gießen 1969
- Karl T. Studd: Glaube im Angriff. Reihe: Zeugen des gegenwärtigen Gottes Nr. 204. Brunnen, Gießen und Basel 1974. ISBN 978-3-7655-0235-4
- Fürbitte ändert die Welt. Aus dem Leben des Fürbitters Rees Howells. Herold 1981